# Steve Peregrin Took
Steve Peregrin Took (* Stephen Ross Porter; 28. července 1949 – 27. října 1980) byl anglický hudebník. Je známý především jako člen skupiny Tyrannosaurus Rex s Marcem Bolanem. Po odchodu z kapely se věnoval sólové kariéře a několika dalším skupinám.
Umělecké jméno Peregrin Took odkazuje na Tolkienovu postavu Peregrina Brala.

## Diskografie
- 1970 – Mick Farren: Mona – The Carnivorous Circus Steve Took jako 'Shagrat the Vagrant' (Transatlantic Records)
- 1971 – Twink: Think Pink (LP obsahující dvě Tookovy skladby, nahráno v létě 1969) (Sire Records)
- 1990 – Shagrat: "Amanda" (b/w "Peppermint Flickstick") 7" singl (Shagrat Records, distribuce Pyg Track)
- 1992 – Steve Took's Shagrat: Nothing Exceeds Like Excess  12" EP, obal od Edwarda Barkera (Shagrat Records, distribuce Pyg Track)
- 1995 – Steve Peregrine Took: The Missing Link to Tyrannosaurus Rex CD (Cleopatra) re-released 2002 jako Crazy Diamond CD (Voiceprint)
- 2001 – Steve Peregrine Took's Shagrat: Lone Star CD (Captain Trip)
- 2001 – Shagrat: Pink Jackets Required CD (Get Back)
- 2004 – Steve Took's Horns: Blow It!!! The All New Adventures Of Steve Took's Horns CD (Cherry Red Records)